# Племянниково (Вологодская область)
Племянниково — деревня в Междуреченском районе Вологодской области.
Входит в состав Сухонского сельского поселения (с 1 января 2006 года по 8 апреля 2009 года входила в Враговское сельское поселение), с точки зрения административно-территориального деления — в Враговский сельсовет.
Расстояние до районного центра Шуйского по автодороге — 15,5 км. Ближайшие населённые пункты — Аксентово, Пешково, Михалево.
По переписи 2002 года население — 2 человека.